# ホーリー祭

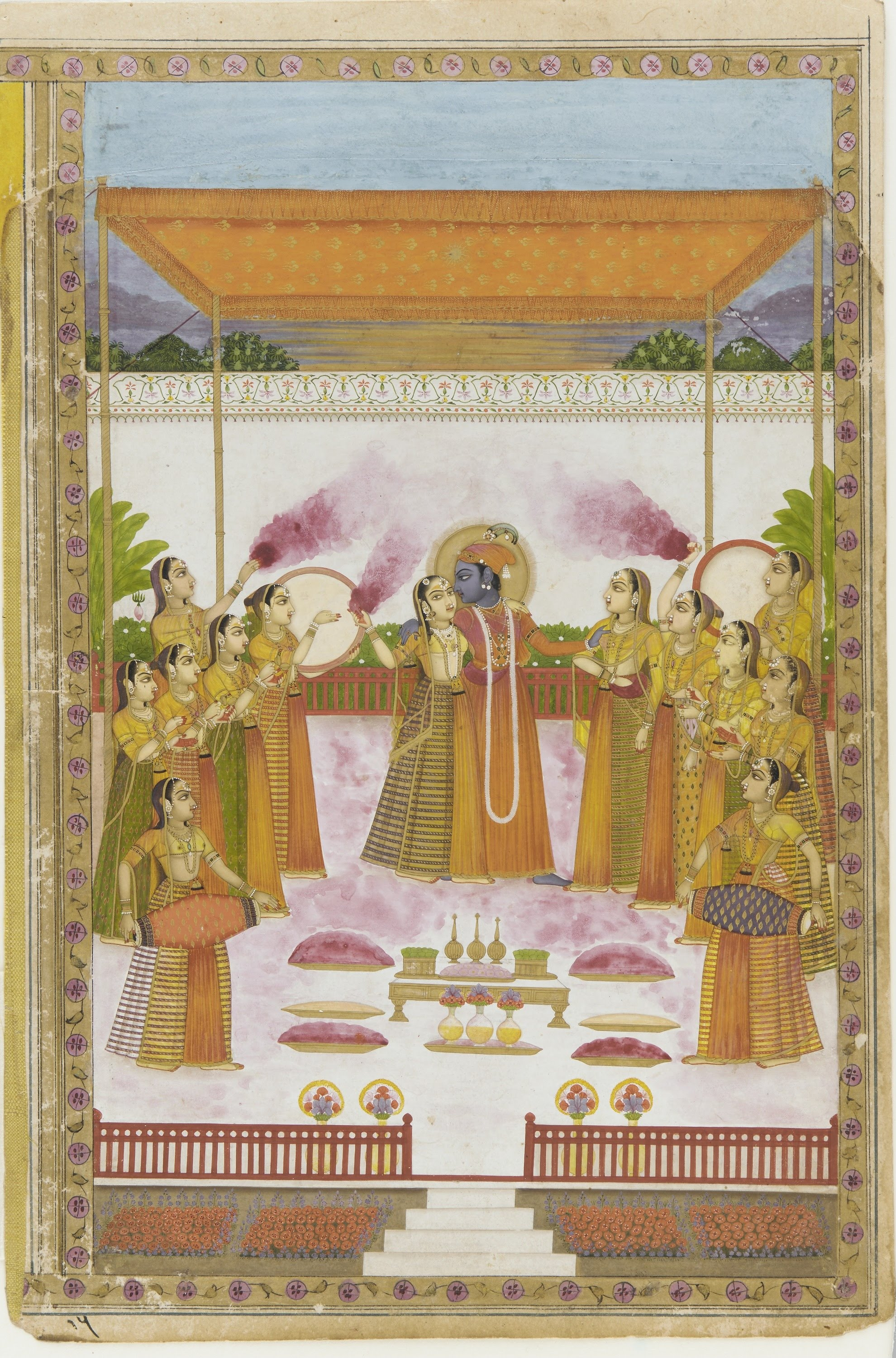
ホーリー祭で色粉を掛け合うクリシュナと愛人ラーダと牛飼いの娘たち、19世紀の絵画

ホーリー祭（Holi）とは、インドやネパールのヒンドゥー教の春祭り。春の訪れを祝い、誰彼無く色粉を塗りあったり色水を掛け合ったりして祝う。
近年は、SNSの登場で、祭り内での女性に対する嫌がらせが認知されたことで逮捕者が出るなど負の側面も知られている。

## 理由
ホーリー祭はもともと豊作祈願の祭りであったが、その後クリシュナ伝説などの各地の悪魔払いの伝説などが混ざって、現在みられる形になった。ホーリー祭の特徴である色粉や色水を掛け合う由来は、カシミール地方の伝承でこの日に人家に押し入ってくる悪鬼ビシャーチャを追い払うため泥や汚物を投げつけたのが始まりとされる。そのため黄色は尿、赤は血、緑は田畑を象徴すると言われている。色水は色粉を水に混ぜて作る。

## 祭りの内容

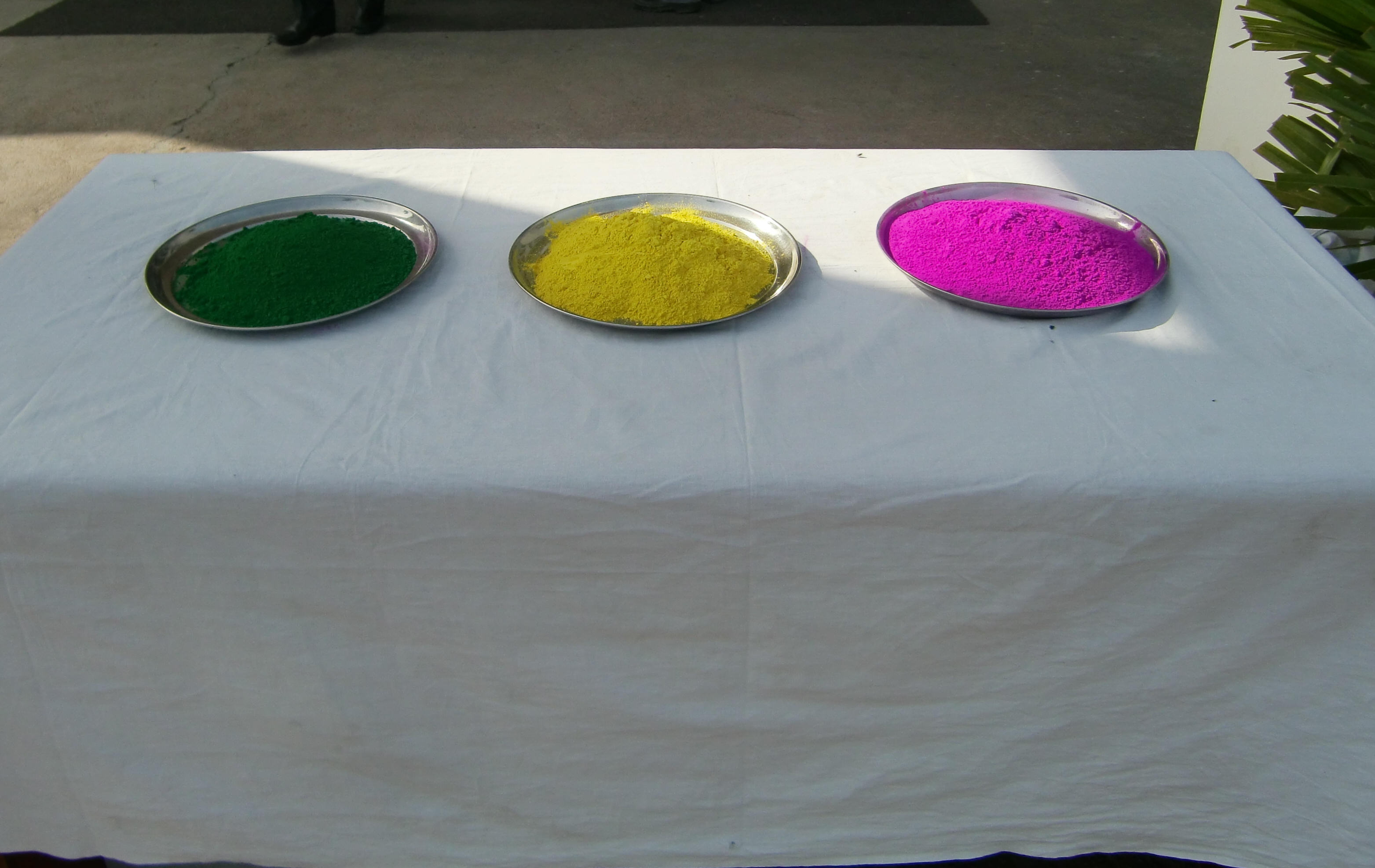
ホーリー祭で使われる色粉

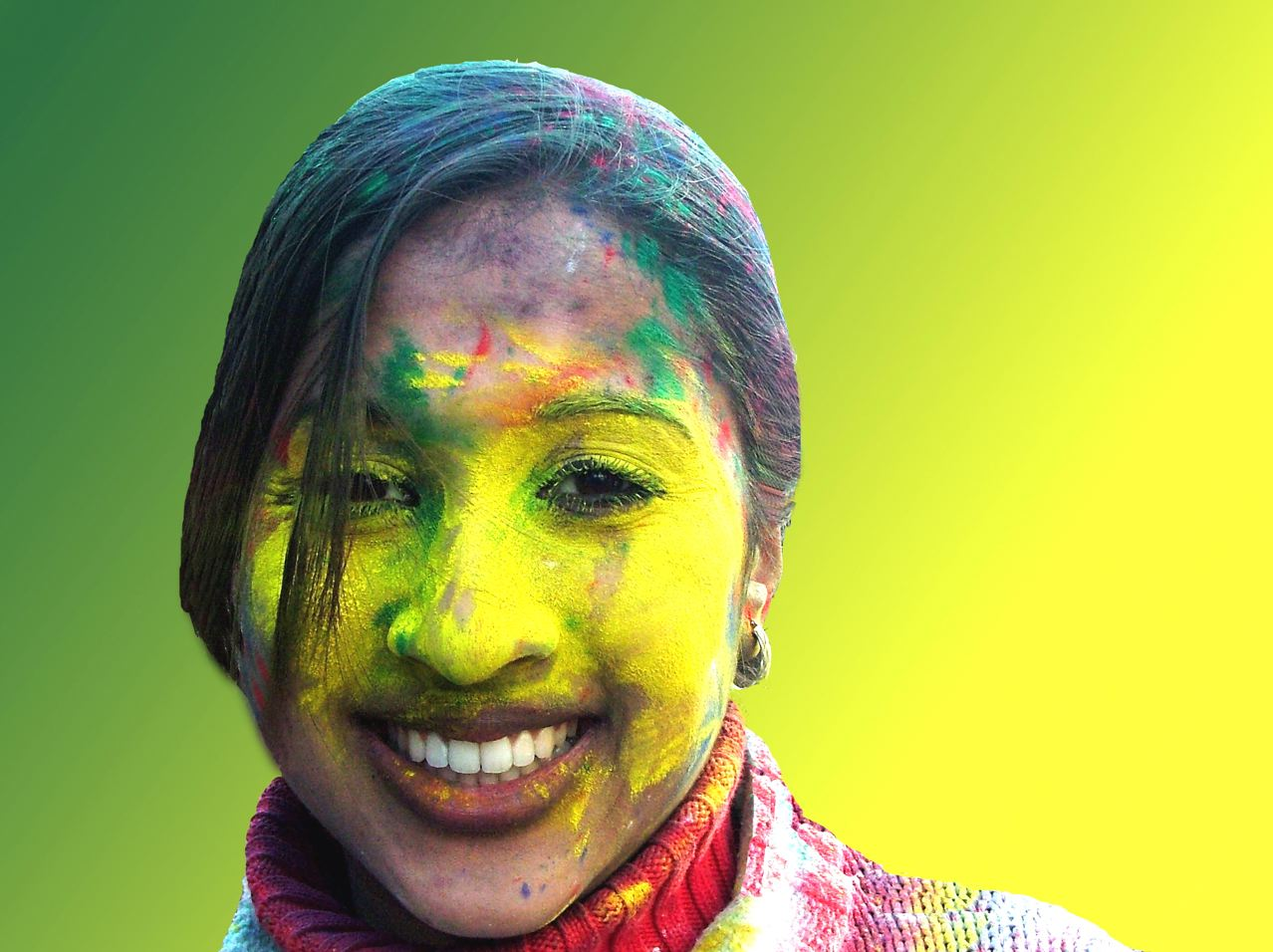
色粉だらけになった女性

インド暦第11月の満月の日（太陽暦では3月に当たる。）から始まり、2日間に渡って行われる。また祭りの1日目をホーリー、2日目をドゥルヘンディと呼ぶ。2016年は3月24日、2017年は3月13日、2018年は3月2日）の午前中がクライマックスであるが、前日から色粉の掛け合い等を始めることもある。祭りの前週から繁華街には色粉や水鉄砲（主に子供が使う）を販売する露店が多数出る。人々は色粉等を購入して準備する。当日は他のヒンドゥー教の祭りと異なり特定の神に対する祭礼は無く、地域の人達が集まって祭りが始まる。
初日の祭りは日没から始まる。男女のグループに別れ、ファグアーと呼ばれるヒンドゥー教の神々や現実の男女の愛情を表現する歌を掛け合いで歌う。また、前夜祭としてホリカ・ダハン（ホーリカー・ダーハ）と呼ばれるホーリカーの神話にちなんだ焚き火（ホーリー・ジャラーナー）を燃やし、悪霊ホリカをかたどった人形を焼き、僧侶が火渡りを行い、勧善懲悪を示し、幸福を祈願する。
2日目は泥水や色水の掛け合いを行う。祭りが始まると、友人知人はもとより通りかかった見知らぬ人にまで、顔や身体に色粉を塗りつけたり色水を掛け合ったりする。男性が女性に掛けるなど、決まりに則って行われる地域もある。
色粉を塗りあった後は「ハッピー・ホーリー」と言いながら抱き合うことも多い。最初は特定の色を額に塗る程度だが、次第にエスカレートして顔全体や体中が色だらけになってしまう。また、ヒンドゥー教徒は比較的飲酒を忌避するが、ホーリー当日だけは盛大に飲む人が多く、昼頃には芝生や木陰で酔いつぶれている人をよく見かける。
特にインド北部の村ナンドガオン（Nandgaon）と隣村バルサナ（Barsana）は、それぞれヒンズー教の神クリシュナとラーダの故郷とされて、独特な祭り儀式が注目される。ナンドガオンの男性がバルサナを訪れ女性をからかう。すると女性は男性を棒で叩く。男性は盾を使って身を守ったりできるが、叩き返してはいけない。これはヒンズー教の伝説で、いたずら好きなクリシュナがバルサナを訪れてラーダをからかったため、ラーダとその友達は仕返しにクリシュナを棒で叩いて追い払ったということに由来している。

## 研究
ホーリー祭に関して民俗学者による複数の報告があるが、その祝い方はインドの北と南などの地域差、また社会階層によって大きな違いがある。小西正捷は各地の事例をまとめ、ホーリー祭を構成する6つの共通する要素をあげた。
1. 祝火（ホーリー・ジャラーナー）およびそれをめぐるさまざまな儀礼や習俗
2. 色の粉や色水、もしくは泥や泥水をかけあうこと
3. 性的標徴の開示およびそれに伴う放埒、ないしは無礼講
4. 模擬戦もしくはそれに類する儀礼
5. なんらかのかたちで「ぶらんこ」とかかわる儀礼
6. 「ホーリー王」の演出・行進

## ホーリーの色粉

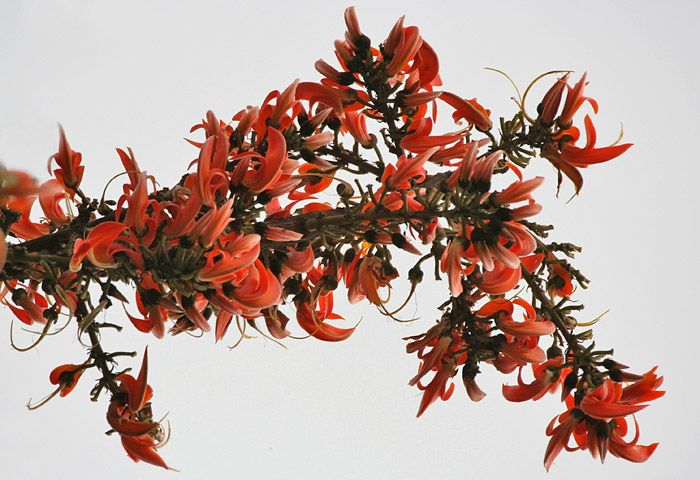
ダック（Dhak）またはパラッシュは伝統的な色粉を作るのに使われる。

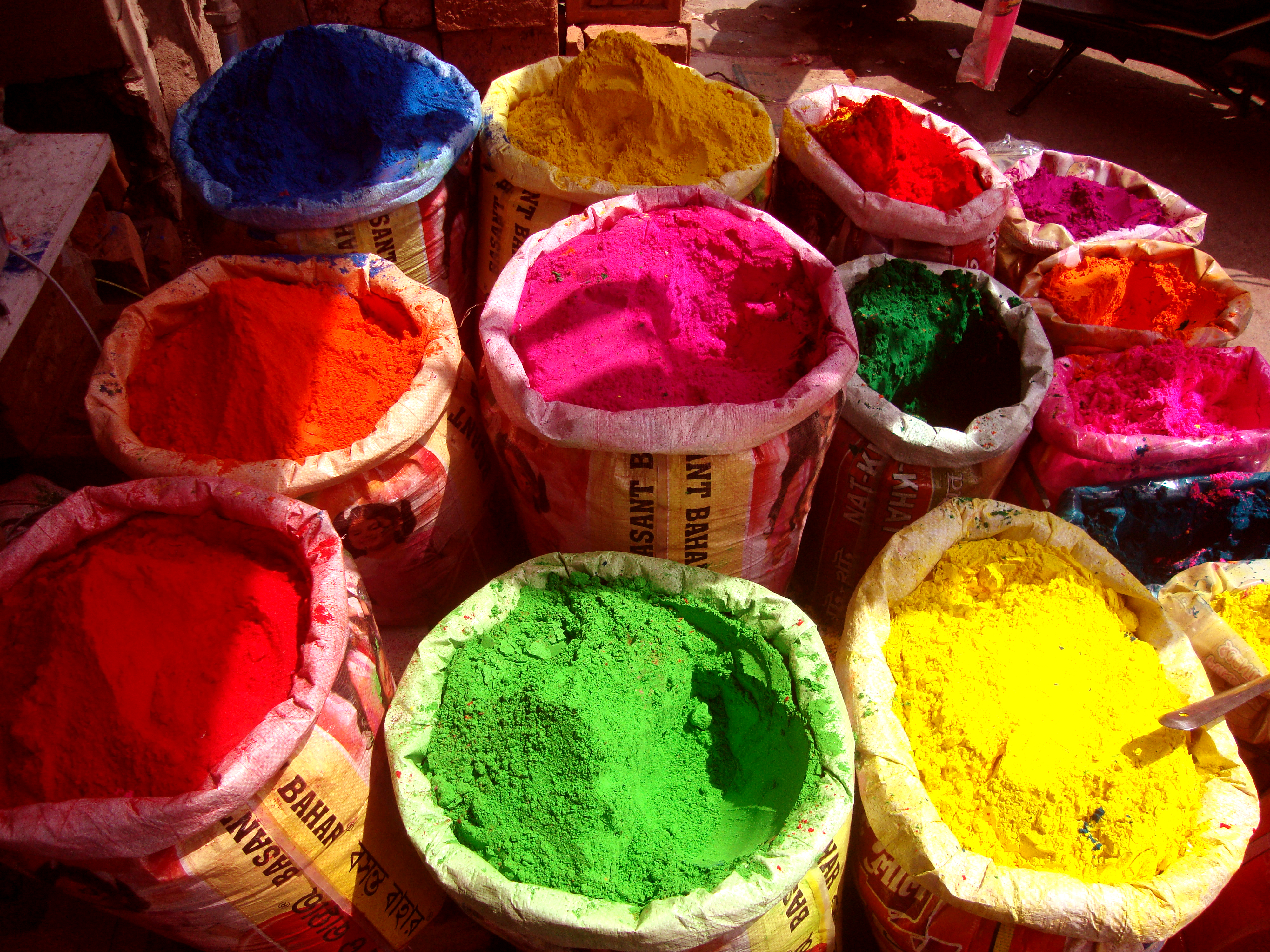
マイスールの市場で販売されるホーリー祭のための色粉

### 伝統的な色粉の素材
季節の変わり目である春の季節は、ウイルス性の発熱や風邪を引き起こすと考えられている。ガラルと呼ばれる天然の色粉を祈りを込めて振りまくことは、医学的な意味も持っている。色粉は、伝統的にアーユルヴェーダの医師たちが推奨するインドセンダン、クムクマ、ターメリック、ビルヴァ、その他の医薬用ハーブなどから作られるためである。多くの色は原色を混ぜ合わせて作られる。職人は、ホーリー祭に先立つ数週間から数か月の間に、天然資源から乾燥粉末の形で多くの色を生産し、販売する。

## 関連項目

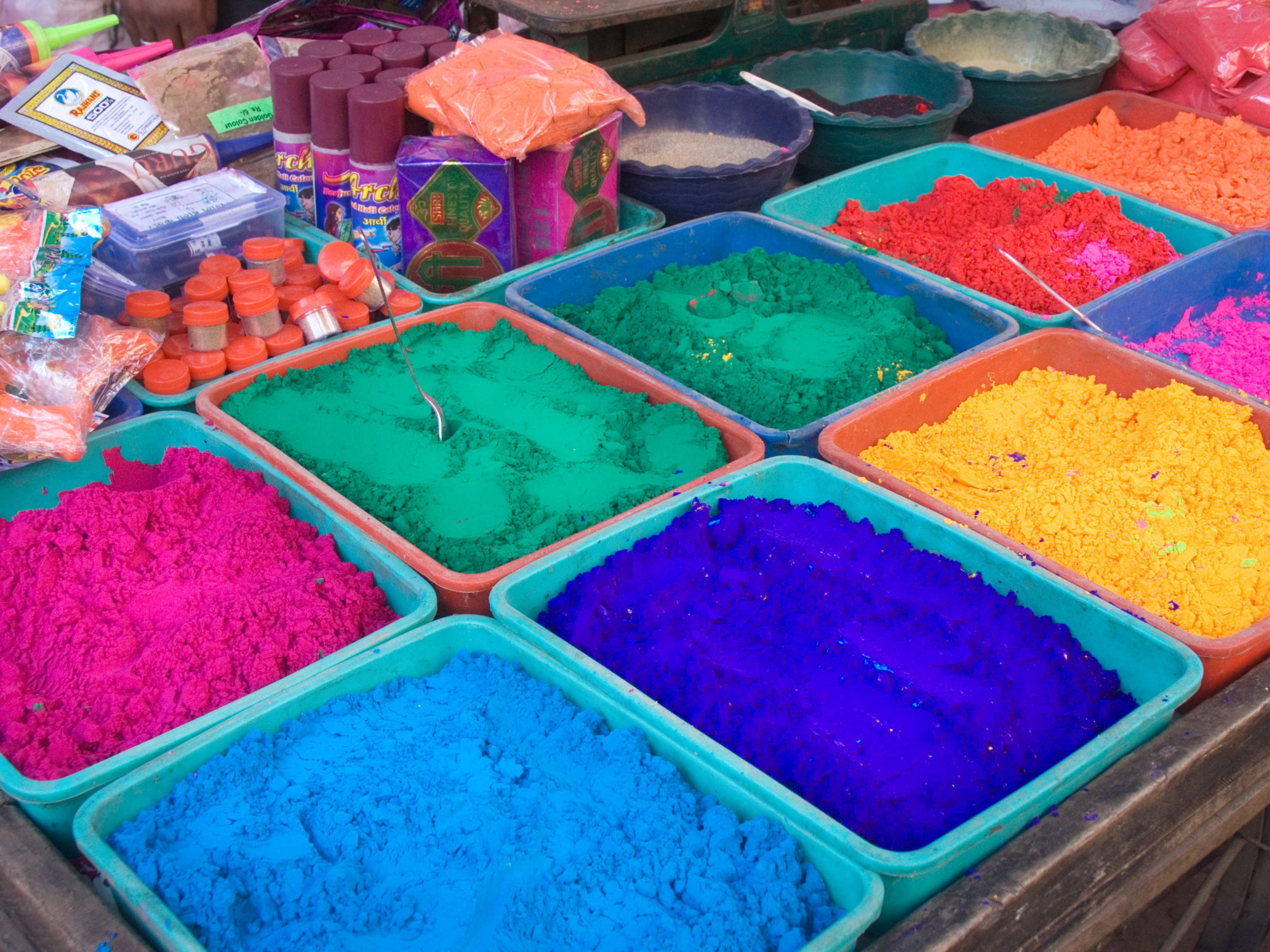
店頭に並ぶ色粉（インド）
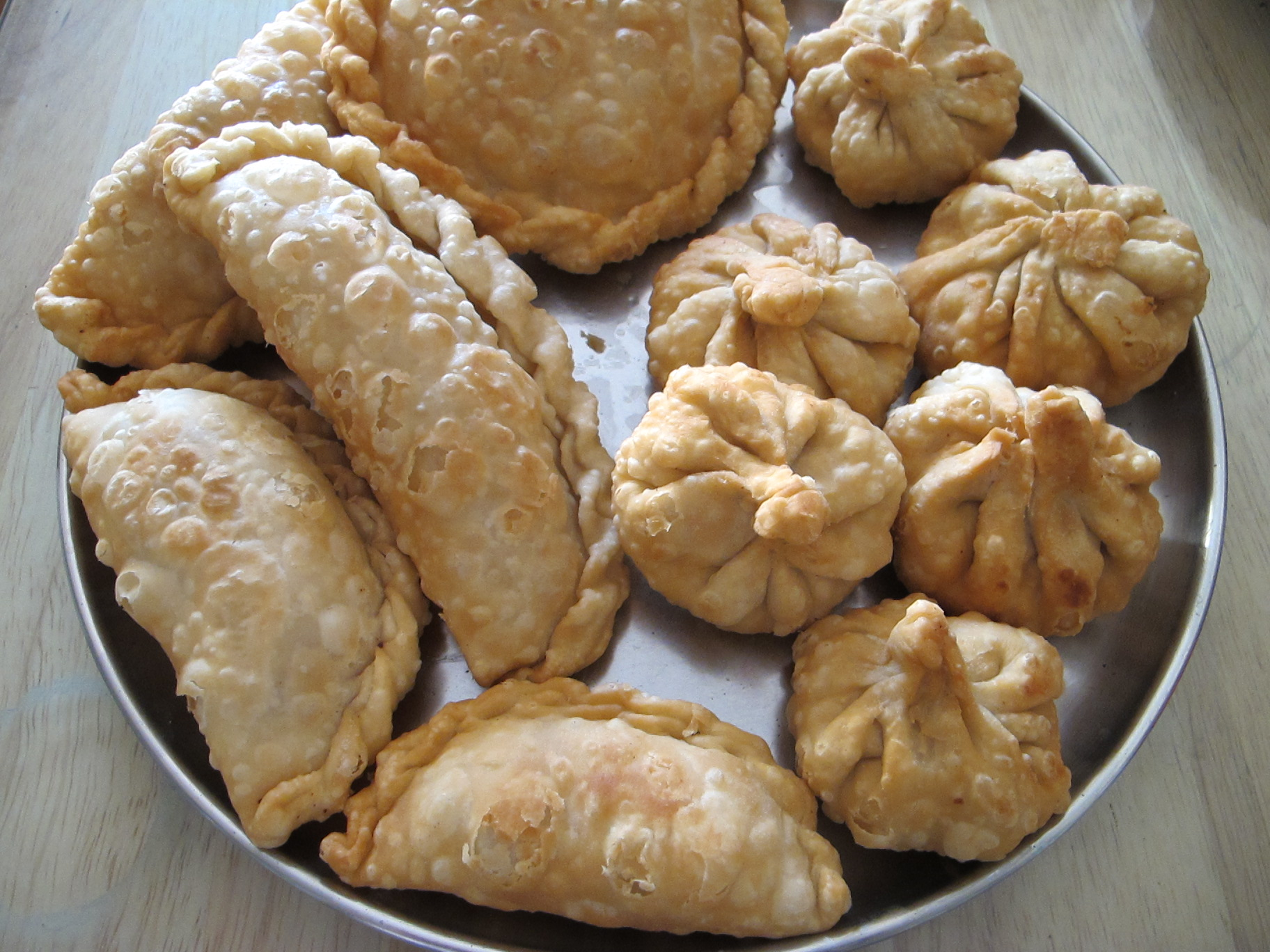
ホーリー祭のお菓子
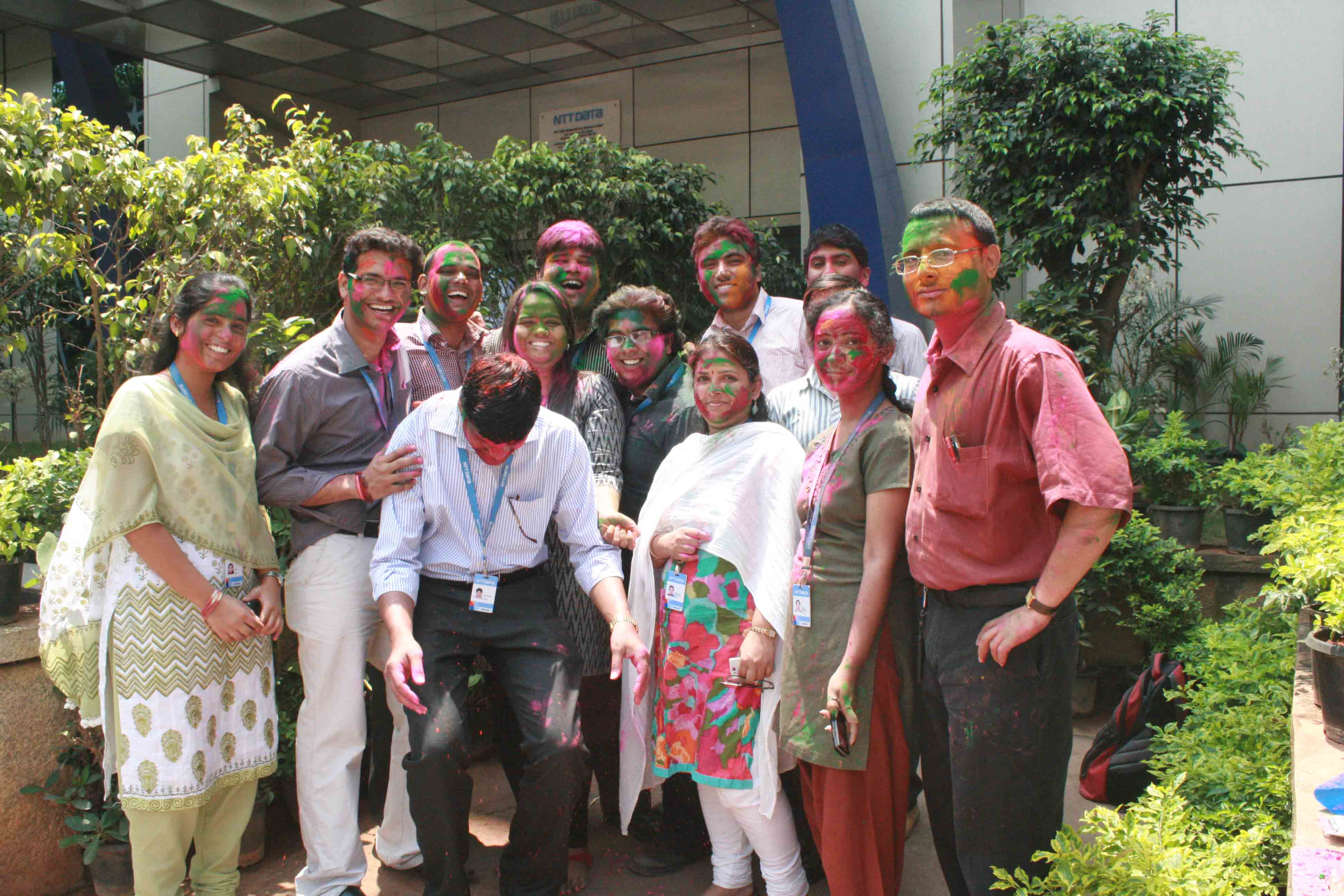
ホーリー祭の様子（インド・バンガロール）
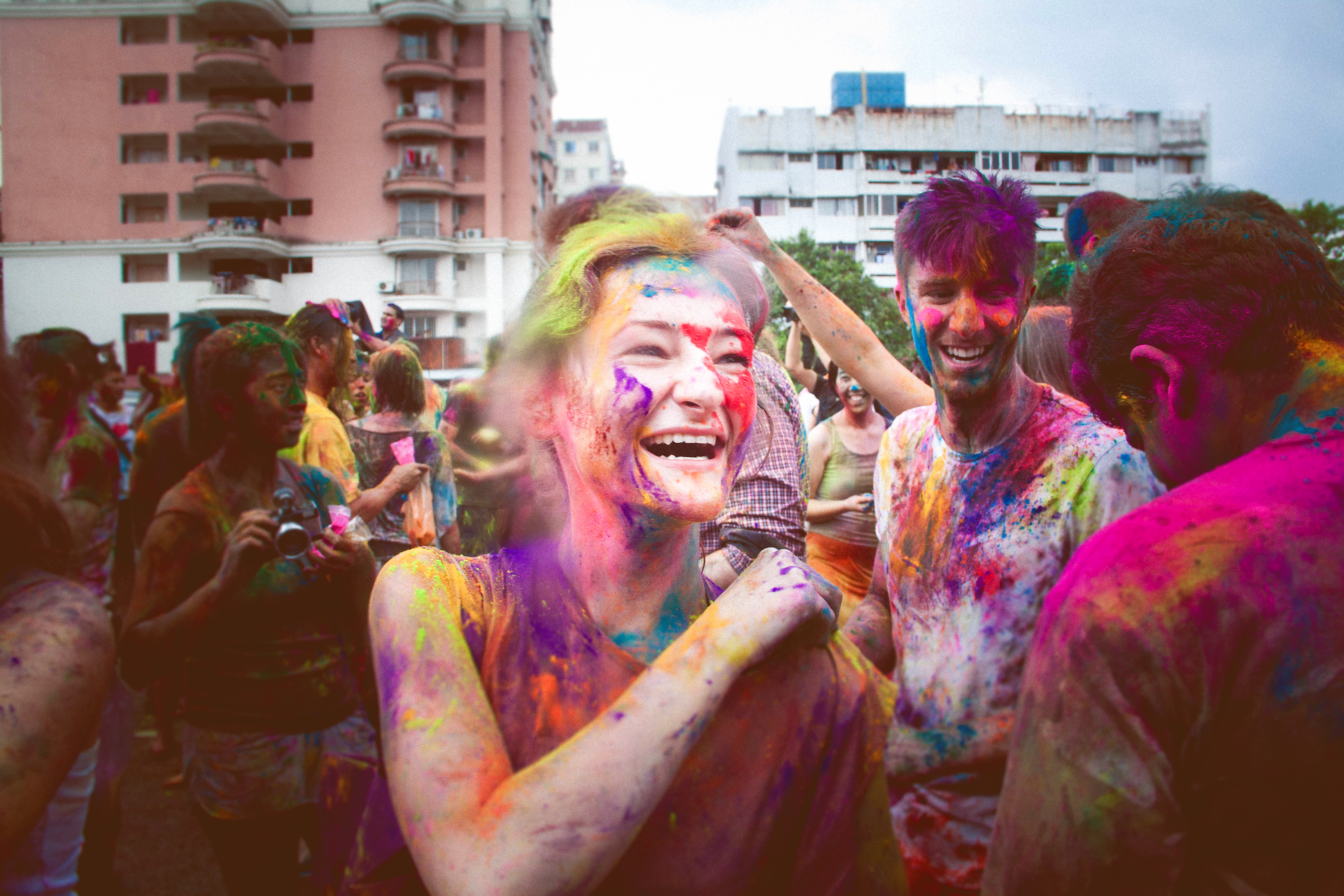
マレーシアのホーリー祭
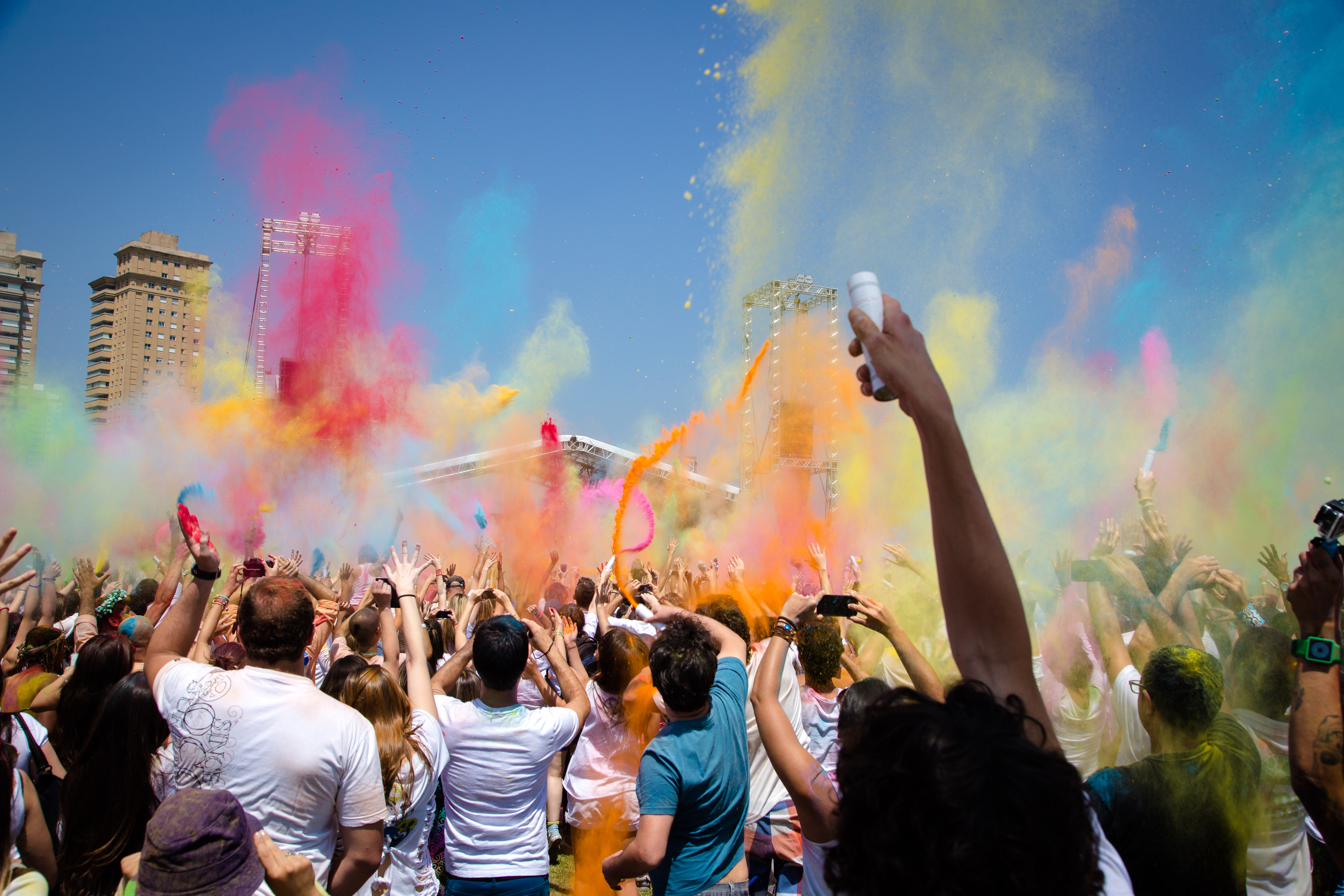
ブラジルのホーリー祭
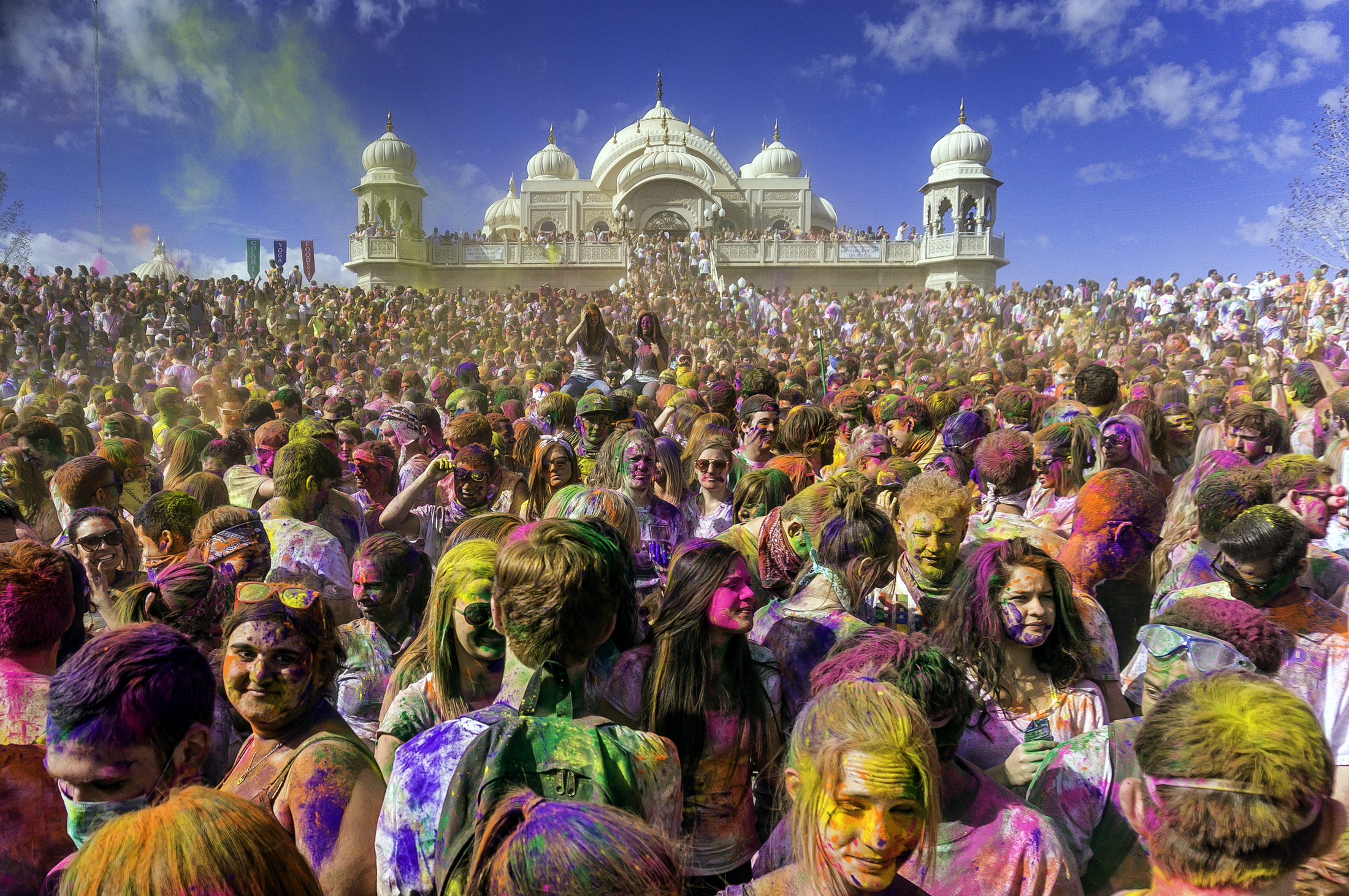
アメリカ合衆国、クリシュナ寺院のホーリー祭
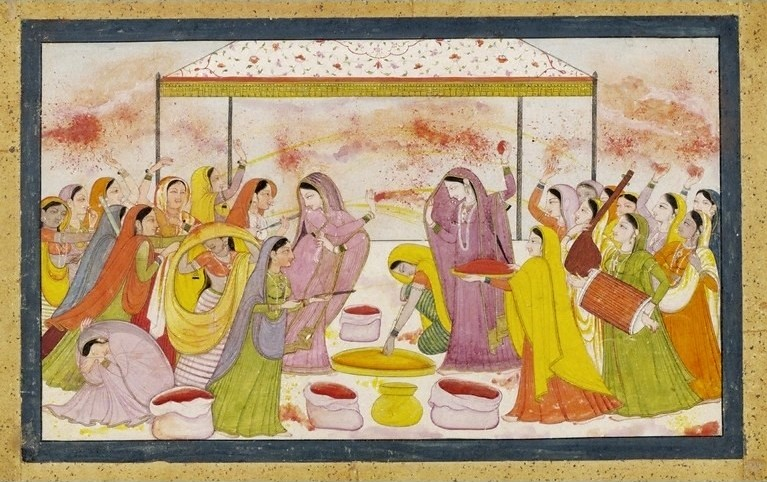
ラーダーがホーリー祭を祝う絵画 （1788年頃画）
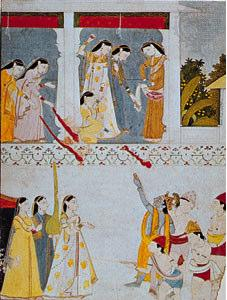
クリシュナとラーダーによる春の祭り （18世紀細密画）